# Burg Ruppertstein
Burg Ruppertstein ist die Ruine einer mittelalterlichen Höhenburg bei der Ortsgemeinde Ruppertsweiler in der Verbandsgemeinde Pirmasens-Land im Landkreis Südwestpfalz in Rheinland-Pfalz.

## Geographische Lage
Die Überreste der Burg liegen etwa 1 km (Luftlinie) südlich von Ruppertsweiler, jedoch bereits auf Gemarkung von Lemberg, in 452 m Höhe auf dem nordöstlichen Ausläufer des 474,7 m hohen Hummelbergs. Zwischen Ruppertsweiler und dem Hummelberg erstreckt sich von Südwest nach Nordost auf etwa 280 m Höhe die Aue der Rodalb, eines linken Zuflusses des Schwarzbachs.

## Geschichte
Archäologische Funde zeigen, dass schon in der Hallstatt- und Latènezeit (etwa 800 v. Chr. bis zur Zeit um Christi Geburt) im Bereich der späteren Burg eine Siedlung, die vielleicht befestigt war, existiert hatte.
Über die Geschichte der mittelalterlichen Burg ist wenig bekannt. Im Jahr 1198 erwarb Graf Heinrich I. von Zweibrücken den Hummelberg, der in der Kaufurkunde Ruprehtisberc heißt. Dort wurde die Burg vermutlich bald danach im frühen 13. Jahrhundert erbaut. Zu ihrer Zerstörung kam es möglicherweise 1525 im Bauernkrieg; sie könnte aber auch schon früher dem Verfall überlassen worden sein.
Um 1900 wurde im Südwesten an den Burgfelsen eine Steintreppe angebaut, um die obere Plattform des Felsens erreichen und sie als Aussichtspunkt nutzen zu können. Diese Steintreppe wurde 2007 durch die Verbandsgemeinde Pirmasens-Land saniert.

## Anlage
Die Burg stand am Fuß und auf der Plattform eines Buntsandsteinfelsens, der den umgebenden Nordostsporn des Hummelbergs um gut 10 m überragt und vor Ort auch Ruppertsfelsen genannt wird. Abseits des großen Hauptfelsens liegen in geringer Entfernung vier weitere, die kleiner sind: drei kleine am Nordwestrand des Gipfelbereichs in einer Reihe von Nordosten nach Südwesten, der zweitgrößte im Südwesten. Möglicherweise bildeten diese Felsen die Begrenzung eines Burghofs, der von Nordosten nach Südwesten reichte und nach Südosten durch den dort sehr steilen Berghang abgeschlossen war. Sicher ist, dass es eine Unterburg am Fuß des Hauptfelsens gab und dass oben auf dessen Plattform eine Oberburg gebaut war.
Außer einigen Mauerresten, die wenig Aufschluss über Aussehen und Größe geben, ist von der Anlage nichts erhalten. Der Zugang von der Unter- zur Oberburg erfolgte ehemals vermutlich über eine hölzerne Treppe.

## Verkehr
Großräumig erreichbar ist die Gegend der Burg über die Bundesstraße 10 (Pirmasens–Landau), Anschlussstelle Ruppertsweiler. Aus dem über die Kreisstraße 36 (B 10–Ruppertsweiler–Lemberg) anzufahrenden Dorf führen Wanderpfade, die nicht für Kraftfahrzeuge tauglich sind, hinauf zur Burgstelle.